# 謝謝 ～無限的吶喊～ / 引起暴風雨的Exciting Fight!
《謝謝 ～無限的吶喊～ / 引起暴風雨的Exciting Fight!》（ありがとう～無限のエール～ / 嵐を起こすんだ Exciting Fight!）是日本女子偶像組合℃-ute的第28張單曲，於2015年10月28日由zetima發售。

## 概要
- 《謝謝 ～無限的吶喊～ / 引起暴風雨的Exciting Fight!》是℃-ute第六張2A單曲。
- 《謝謝 ～無限的吶喊～》是日本摔跤協會公認的運動員讚歌；《引起暴風雨的Exciting Fight!》是日本摔跤協會公認的應援歌曲。
- 此單曲有6個版本，分別有初回生產限定盤A、B、C、D和通常盤A、B。「初回生產限定盤A」和「初回生產限定盤C」收錄了《謝謝 ～無限的吶喊～》的PV；「初回生產限定盤B」和「初回生產限定盤D」收錄了《引起暴風雨的Exciting Fight!》的PV。
- 在2015年11月9日於Oricon公信榜單曲週榜取得第2名。
- 此單曲是℃-ute出道以來銷量最高的單曲（72,226+張），第1張銷量超過7萬的單曲。

## 收錄内容

### CD（初回生產限定盤A、C、通常盤A）
1. 謝謝 ～無限的吶喊～
（作詞：NOBE、作曲：KOJI oba、編曲：soundbreakers）
2. 引起暴風雨的Exciting Fight!
（作詞：三浦徳子、作曲：星部ショウ、編曲：鈴木俊介）
3. 謝謝 ～無限的吶喊～（Instrumental）
4. 引起暴風雨的Exciting Fight!（Instrumental）

### CD（初回生產限定盤B、D、通常盤B）
1. 引起暴風雨的Exciting Fight!
2. 謝謝 ～無限的吶喊～
3. 引起暴風雨的Exciting Fight!（Instrumental）
4. 謝謝 ～無限的吶喊～（Instrumental）

### DVD

#### 初回生產限定盤A
1. 謝謝 ～無限的吶喊～（PV）
2. 謝謝 ～無限的吶喊～（Making）

#### 初回生產限定盤B
1. 引起暴風雨的Exciting Fight!（PV）
2. 引起暴風雨的Exciting Fight!（Making）

#### 初回生產限定盤C
1. 謝謝 ～無限的吶喊～（Close-up Ver.）

#### 初回生產限定盤D
1. 引起暴風雨的Exciting Fight!（Dance Shot Ver.）

## 外部連結
- 早安家族官方網站（页面存档备份，存于）（日語）